# Воспламеняющая взглядом (фильм, 2022)
«Воспламеняющая взглядом» (англ. Firestarter) — художественный фильм 2022 года американского режиссёра Кита Томаса, экранизация одноимённого романа Стивена Кинга с Райан Кирой Армстронг в главной роли. Картина получила негативные отзывы критиков.

## Сюжет
Главная героиня — девочка по имени Чарли Макги, которая обладает способностью к пирокинезу. Сотрудники секретной службы «Департамент научной разведки» пытаются её уничтожить, но она спасается бегством вместе с отцом. В финале Чарли сжигает знамя департамента вместе со всеми, кто находится внутри. Её отец тоже погибает. Человек со сверхспособностями Джон Рейнбёрд, участвовавший в преследовании Чарли, решает последовать за ней, и герои уходят вдвоём по ночному пляжу.

## В ролях
- Райан Кира Армстронг — Шарлин «Чарли» Макги
- Зак Эфрон — Эндрю «Энди» Макги
- Сидни Леммон[англ.] — Виктория «Вики» Макги
- Кертвуд Смит — доктор Джозеф Вэнлис
- Джон Бизли[англ.] — Ирв Мандерс
- Майкл Грейес[англ.] — Джон Рейнбёрд
- Глория Рубен — Кэп Холлистер

## Создание и оценки
Съёмки картины проходили с 25 мая по 16 июля 2021 года. 9 февраля 2022 года вышел официальный трейлер, 13 мая «Воспламеняющая взглядом» вышла в кинотеатрах и на сервисе Peacock.
Музыку для фильма написали Джон Карпентер, Коди Карпентер и Дэниел Дэвис, которые прежде сотрудничали с Blumhouse в фильмах «Хэллоуин» (2018) и «Хэллоуин убивает» (2021). Музыка была выпущена в цифровом виде 13 мая 2022 года на лейбле Back Lot Music, а в октябре на LP/CD и кассете на лейбле Sacred Bones Records.
На агрегаторе обзоров Rotten Tomatoes фильм получил рейтинг 10 % при средней оценке 3,7 из 10. Рецензенты с этого ресурса считают, что «в первоисточнике было много возможностей, но фильм спотыкается о низкую планку и падает в конец длинного списка адаптаций Стивена Кинга». На Metacritic рейтинг составляет 32 балла из 100 на основе 29 рецензий, что указывает на «в целом неблагоприятные отзывы».
Рецензент Common Sense Media Джеффри Андерсон оценил фильм на один балл из пяти, заявив: «Совершенно безвкусная и не вдохновляющая, эта дешёвая на вид экранизация романа Стивена Кинга… просто повторяет привычные действия, не доставляя ни острых ощущений, ни страха». Бенджамин Ли из The Guardian дал такую же оценку, назвав «Воспламеняющую взглядом» «сильным претендентом на звание самого бессмысленного фильма 2022 года». Фрэнк Шек из The Hollywood Reporter в своей рецензии написал, что фильм «не достигает тех безумно причудливых высот, которых можно ожидать от экранизации одного из самых дерзких романов Кинга». Ричард Роупер из Chicago Sun-Times оценил картину на три звезды из четырёх как «зажигательный триллер, который… достаточно хорошо работает как эскапистский аттракцион XXI века».